# Pematang Palas
Pematang Palas is een bestuurslaag in het regentschap Banyuasin van de provincie Zuid-Sumatra, Indonesië. Pematang Palas telt 1513 inwoners (volkstelling 2010).